# Ricardo Feghali
Ricardo Georges Feghali (Belo Horizonte, 26 de maio de 1955) é um cantor, compositor, e produtor musical libano-brasileiro. É violonista, segundo guitarrista, tecladista e um dos vocalistas do grupo carioca Roupa Nova.

## Instrumentos
- Órgão Hammond modelo XK-3
- Piano Fender Rhodes modelo MK-II
- Teclado Korg Triton Pro
- Casio XW-P1
- Violão Takamine
- Workstation Korg M3;
- Arranger Workstation Ketron Audya;
- Guitarra Strinberg
- Baixo Strinberg
- Baixolão Takamine

## História
Ricardo é descendente de libaneses e sua tia era a icônica cantora libanesa Sabah (nascida Jeanette Gergis Feghali).
Ricardo Feghali começou a tocar instrumentos ainda pequeno, aos 9 anos de idade. A partir do final da década de 1960, integrou a banda Los Panchos Villa, ao lado de Kiko e Paulinho, e também da irmã, Jandira. Em 1976, foi convidado a entrar para a banda Os Famks. Dois anos depois, gravou a música "Rainy Day" sob o nome de Richard Young, que entrou na trilha sonora da novela Locomotivas.
Hoje, além de seguir fazendo shows por todo o Brasil, compondo e gravando álbuns com o Roupa Nova o músico também produz diversos álbuns de vários artistas renomados como A Cor do Som, Alex Cohen e Aline Barros.
Como produtor musical Ricardo Feghali já ganhou 03 prêmios Grammy Latino. Além destes, em 2009 a banda Roupa Nova também recebeu o Grammy Latino na categoria de Melhor álbum pop contemporâneo brasileiro com Roupa Nova em Londres, gravado nos estúdios Abbey Road em Londres e lançado em CD e DVD pelo selo Roupa Nova Music.

## Vida Pessoal
É irmão da médica e política Jandira Feghali e pai de Thiago Feghali, baterista da Piano Rock.

## Roupa Nova
Atua nos teclados em geral (órgão, piano, etc), violão, guitarra e, mais eventualmente, baixo (como em "Coração Pirata" ao vivo, por exemplo). Também é responsável, eventualmente, pela voz e pelos vocais. Emprestou a sua voz para algumas músicas, como "Quem Virá" (Roupa Nova - 1981), "Nos Bailes da Vida" (Ouro de Minas - 2001), "Sensual" (ROUPAcústico II - 2006), "Cantar Faz Feliz o Coração" (4U - 2008) e cantou também partes de algumas músicas do álbum (Ao Vivo, de 1991). Recentemente, Feghali é responsável pela voz principal nas músicas "Vem Me Descobrir" e "O Barquinho", esta última com a participação de Twigg, filha de Paulinho, ambas as músicas integrantes do projeto duplo intitulado Todo Amor do Mundo, lançado no final de 2015.
Entre suas composições, destacam-se: Meu Universo é Você, Sensual, Chama, Vício, Cristina, A Lenda, Videogame e Volta Pra Mim.
Entre os artistas consagrados que já gravaram composições de Ricardo Feghali estão Roupa Nova, Victor & Léo, Sandy e Júnior, Angélica, Zezé Di Camargo e Luciano e Eduardo Costa, entre outros.
Como músico, juntamente com os parceiros da banda Roupa Nova, Ricardo Feghali já realizou trabalhos com artistas dos mais variados gêneros musicais como: Gilberto Gil, Fagner, Fafá de Belém, Simone, Joanna, José Augusto, Caetano Veloso, Gal Costa, Marina Lima, Guilherme Arantes, Byafra, Marcos e Belutti, Daniel, Leandro e Leonardo, Beto Guedes, Michael Sullivan e Milton Nascimento, entre tantos outros.

## Composições
| Ano  | Álbum              | Compositor(es)                                     | Canção                                  |
| ---- | ------------------ | -------------------------------------------------- | --------------------------------------- |
| 1981 | Roupa Nova         | Feghali                                            | Bem Simples                             |
| 1981 | Roupa Nova         | Feghali, Marcio Borges                             | Quem Virá?                              |
| 1981 | Roupa Nova         | Feghali, Fausto Nilo                               | Tanto Faz                               |
| 1982 | Roupa Nova         | Feghali, Serginho, Marcio Borges                   | Demônio do Meio-dia                     |
| 1982 | Roupa Nova         | Feghali, Serginho, Ronaldo Bastos                  | Faz a Minha Cabeça                      |
| 1982 | Roupa Nova         | Ricardo Feghali, Serginho Herval, Mariozinho Rocha | Vira de Lado                            |
| 1983 | Roupa Nova         | Feghali, Cleberson Horsth, Claudio Rabelo          | Sensual                                 |
| 1983 | Roupa Nova         | Cleberson Horsth, Ricardo Feghali                  | Videogame                               |
| 1985 | Roupa Nova         | Serginho, Feghali                                  | E você o que é que faz?                 |
| 1985 | Roupa Nova         | Feghali, Nando                                     | Tudo de Novo                            |
| 1985 | Roupa Nova         | Kiko, Ricardo Feghali                              | Um Caso Louco                           |
| 1987 | Herança            | Serginho, Feghali                                  | Cristina                                |
| 1987 | Herança            | Kiko, Feghali                                      | Herança                                 |
| 1987 | Herança            | Kiko, Feghali                                      | Latinos                                 |
| 1987 | Herança            | Cleberson Horsth, Feghali, Nando                   | Na Mira do Coração                      |
| 1987 | Herança            | Kiko, Feghali                                      | Sexo Frágil                             |
| 1987 | Herança            | Cleberson Horsth, Feghali, Nando                   | Tolo Ciúme                              |
| 1987 | Herança            | Ricardo Feghali, Nando                             | Um Lugar no Mundo                       |
| 1987 | Herança            | Serginho Herval e Ricardo Feghali                  | Um Toque                                |
| 1987 | Herança            | Cleberson Horsth, Ricardo Feghali                  | Volta Pra Mim                           |
| 1988 | Luz                | Serginho, Feghali                                  | Camaleão                                |
| 1988 | Luz                | Feghali, Nando                                     | Chama                                   |
| 1988 | Luz                | Kiko, Feghali, Nando                               | Ídolos                                  |
| 1988 | Luz                | Feghali, Nando                                     | Meu Universo é Você                     |
| 1988 | Luz                | Kiko, Feghali                                      | Romântico Demais                        |
| 1988 | Luz                | Feghali, Nando                                     | Seu Jeito & Meu Jeito                   |
| 1988 | Luz                | Ricardo Feghali, Nando                             | Vício                                   |
| 1990 | Frente e Versos    | Kiko, Feghali                                      | Asas do Prazer                          |
| 1990 | Frente e Versos    | Nando, Feghali, Ed Wilson                          | Betty e Lou                             |
| 1990 | Frente e Versos    | Feghali                                            | Fica Comigo                             |
| 1994 | Vida Vida          | Feghali, Nando                                     | A Nossa Canção                          |
| 1994 | Vida Vida          | Nando, Feghali                                     | Mais uma Chance                         |
| 1994 | Vida Vida          | Kiko, Feghali                                      | Os Embalos de Todo Dia                  |
| 1994 | Vida Vida          | Ricardo Feghali, Nando                             | Últimas Palavras de Amor                |
| 1996 | 6/1                | Cleberson Horsth, Feghali                          | Amar é                                  |
| 1996 | 6/1                | Cleberson Horsth, Feghali, Nando                   | Anos 60                                 |
| 1996 | 6/1                | Nando, Feghali                                     | Bate um Coração                         |
| 1996 | 6/1                | Serginho, Feghali                                  | Falar dos Meus Pais                     |
| 1996 | 6/1                | Nando, Feghali                                     | Lembranças                              |
| 1996 | 6/1                | Feghali, Nando                                     | Nossa História                          |
| 1996 | 6/1                | Kiko, Feghali                                      | Perdoa                                  |
| 1996 | 6/1                | Nando, Feghali                                     | Tempo de Paz                            |
| 1997 | Através dos Tempos | Nando, Feghali                                     | Adrenalina                              |
| 1997 | Através dos Tempos | Feghali, Nando                                     | Luz do Teu Caminho                      |
| 1997 | Através dos Tempos | Cleberson Horsth, Feghali                          | Muito Mais                              |
| 1999 | Agora Sim!         | Feghali, Nando                                     | Agora Sim                               |
| 2001 | Angélica           | Ricardo Feghali, Nando                             | Eu Sei                                  |
| 2001 | Angélica           | Ricardo Feghali, Nando                             | Por Que Não?                            |
| 2001 | Angélica           | Ricardo Feghali, Kiko, Nando                       | Quadro de Amor                          |
| 2004 | ROUPAcústico       | Nando, Kiko, Feghali                               | A Lenda                                 |
| 2004 | ROUPAcústico       | Kiko, Feghali, Nando                               | Já nem sei mais                         |
| 2004 | ROUPAcústico       | Feghali, Nando                                     | Razão de Viver                          |
| 2006 | ROUPAcústico II    | Feghali, Kiko, Nando                               | Metade da Maçã                          |
| 2006 | ROUPAcústico II    | Feghali, Kiko, Nando, Serginho                     | Retratos Rasgados                       |
| 2018 | Novas do Roupa     | Melendi (Versão: Ricardo Feghali)                  | Destino Ou Acaso (Destino O Casualidad) |
| 2018 | Novas do Roupa     | Ricardo Feghali, Cleberson Horsth                  | Volta Pra Casa                          |